# Franco Corelli
Franco Corelli (ur. 8 kwietnia 1921 w Ankonie, zm. 29 października 2003 w Mediolanie) – włoski śpiewak operowy (tenor spinto).

## Życiorys
Początkowo zajmował się studiowaniem inżynierii (budowa statków), ale jednocześnie studiował w konserwatoriach w Pesaro i Mediolanie. W 1950 wygrał konkurs wokalny we Florencji, dopiero w 1951 zadebiutował na scenie operowej w Spoleto rolą Don Josego w Carmen.
Później występował na scenach prowincjonalnych, w 1954 zaśpiewał w La Scali. Odtąd występował na wielkich scenach we Włoszech (Florencja, Werona), Austrii (Opera Wiedeńska, Salzburg), Francji (Opera Paryska) i USA (Metropolitan Opera). Występował z takimi śpiewaczkami, jak Callas, Tebaldi, Magda Olivero, Leontyne Price, Birgit Nilsson, Leyla Gencer, Teresa Żylis-Gara i innymi znakomitościami tego okresu które, podobnie jak on, zyskały po latach status legendarnych.
Razem z Giuseppe Di Stefano i Mario Del Monaco uważany jest za największego tenora tamtych czasów. Jego doskonałe aktorstwo, niepowtarzalny głos i przede wszystkim nacisk, jaki w swoim śpiewie kładł na ekspresję uczyniły z niego w latach 60. czołowego tenora. W Polsce pozostaje jednak mało znany.

## Repertuar
| Rola                     | Opera                         | Kompozytor                |
| ------------------------ | ----------------------------- | ------------------------- |
| Remus                    | Romulus                       | Salvatore Allegra         |
| Pollio                   | Norma                         | Vincenzo Bellini          |
| Walter                   | Pirat                         | Vincenzo Bellini          |
| Artur Talbot             | Purytanie                     | Vincenzo Bellini          |
| Don José                 | Carmen                        | Georges Bizet             |
| Hrabia Maurycy Saksoński | Adriana Lecouvreur            | Francesco Cilèa           |
| Edgar Ravenswood         | Łucja z Lammermooru           | Gaetano Donizetti         |
| Polieuktes               | Poliuto                       | Gaetano Donizetti         |
| Andrea Chénier           | Andrea Chénier                | Umberto Giordano          |
| Hrabia Loris Ipanow      | Fedora                        | Umberto Giordano          |
| Achilles                 | Ifigenia w Aulidzie           | Christoph Willibald Gluck |
| Faust                    | Faust                         | Charles Gounod            |
| Romeo                    | Romeo i Julia                 | Charles Gounod            |
| Orfeusz Turno            | Eneasz                        | Guido Guerrini            |
| Hyllus                   | Herkules                      | Georg Frederich Händel    |
| Sekstus                  | Juliusz Cezar                 | Georg Frederich Händel    |
| Canio                    | Pajace                        | Ruggero Leoncavallo       |
| Turiddu                  | Rycerskość wieśniacza         | Pietro Mascagni           |
| Werther                  | Werther                       | Jules Massenet            |
| Raoul de Nangis          | Hugenoci                      | Giacomo Meyerbeer         |
| Enzo Grimaldo            | La Gioconda                   | Amilcare Ponchielli       |
| Hrabia Piotr Bezuchow    | Wojna i pokój                 | Siergiej Prokofiew        |
| Rodolfo                  | Cyganeria                     | Giacomo Puccini           |
| Dick Johnson             | Dziewczyna ze Złotego Zachodu | Giacomo Puccini           |
| Mario Cavaradossi        | Tosca                         | Giacomo Puccini           |
| Kalaf                    | Turandot                      | Giacomo Puccini           |
| Arnold Melchtal          | Wilhelm Tell                  | Gioachino Rossini         |
| Henryk Brunszwicki       | Agnes von Hohenstaufen        | Gaspare Spontini          |
| Licyniusz                | Westalka                      | Gaspare Spontini          |
| Radames                  | Aida                          | Giuseppe Verdi            |
| Hrabia Ryszard Warwick   | Bal maskowy                   | Giuseppe Verdi            |
| Arrigo                   | Bitwa pod Legnano             | Giuseppe Verdi            |
| Don Carlos               | Don Carlos                    | Giuseppe Verdi            |
| Ernani                   | Ernani                        | Giuseppe Verdi            |
| Macduff                  | Makbet                        | Giuseppe Verdi            |
| Don Alvaro               | Moc przeznaczenia             | Giuseppe Verdi            |
| Gabriele Adorno          | Simon Boccanegra              | Giuseppe Verdi            |
| Manrico                  | Trubadur                      | Giuseppe Verdi            |
| Romeo                    | Julia i Romeo                 | Riccardo Zandonai         |

Źródło
- „Occhi turchini” (w polskiej wersji: „Niebieskie oczy koloru morza”; muzyka Luigi Denza, słowa Emanuele Pagliara Rocco)

## Literatura
- Opera na cały rok – Lucjan Kydryński, PWM 1989, ISBN 83-224-0334-8.
- Anna Kijak, Franco Corelli – pożegnanie, „OKMO „Trubadur”, Nr 4(29)/2003